# Toplotna črpalka
Toplotna črpalka deluje na podoben princip kot hladilnik. Pri hladilniku se tekoče snovi uparijo zaradi prejete toplotne energije iz okolice in to energijo med utekočinjanjem (kondenzacijo) oddajajo na želenem mestu (Carnotov krožni proces). Toplotna črpalka deluje v drugo smer: od okolice sprejema toplotno energijo in jo oddaja v ogrevanih prostorih, pri čemer izkorišča naravni toplotni zbiralnik okolja. Kot energetski viri se lahko uporabljajo talna in površinska voda, zemeljska toplota, sončna energija in zunanji zrak. Sistem sestavljajo štiri enote: uparjalnik, kompresor, kondenzator in dušilnik. Toplotna energija se prenaša s hladilnim sredstvom. Hladilno sredstvo v uparjalniku sprejema toplotno energijo in izpareva. Para se v kompresorju stisne (komprimira), zaradi česar se močno ogreje. Ta vroča para prenaša toplotno energijo v kondenzatorju na grelno vodo in se utekočinja. V dušilniku se hladilno sredstvo razširi (tlak se zniža na začetnega, od tam gre v uparjalnik in krožni proces se ponovi.
Najučinkovitejše je izkoriščanje talne vode. V globini 7m je namreč vse leto stalna temperatura 6-10 °C. Talno vodo črpajo iz črpalnega vodnjaka in jo po uporabi ohlajeno približno za 4 °C vračajo v zemljo preko ponikalnega vodnjaka, ali pa zemeljska toplota prehaja v sistem plastičnih cevi, položenih 1,5m globoko v tla, skozi katerega se pretaka hladilno sredstvo(Za vsak kvadratni meter ogrevane stanovanjske površine sta potrebna približno 2,5m cevi). V ugodnih razmerah taka naprava lahko zadostuje za ogrevanje stanovanjske hiše.

## Delovanje
Med delovanjem toplotne črpalke, se nekaj toplotne energije pretvori v neko drugo obliko energije, preden se pojavi kot toplotna energija na sprejemniku toplote. Toplotna črpalka uporablja mehansko delo ali kak drug način termodinamičnega dela, da doseže zastavljen prenos toplotne energije iz vira k sprejemniku toplote.  Ker pa je učinek naprave pri gibanju toplotne energije enak kakor, da toplota teče (čeprav v nasprotno smer glede na temperaturne razlike), so "toplotno črpalko" poimenovali po analogiji.

## Izkoriščanje energije
Toplotna črpalka vedno premika toplotno energijo v nasprotno smer od začetne temperature, vendar je toplotna črpalka, ki ohranja toploto klimatiziranega prostora lahko uporabljena bodisi za hlajenje ali ogrevanje, odvisno od tega ali je okolica (prostor) hladnejši ali toplejši od klimatiziranega prostora. Kadar je črpalka uporabljena v namen segrevanja, se uporablja zato, ker je manj vhodnih gospodarskih virov energije, kot jih je po navadi potrebno za ustvarjanje toplotne energije. Potrebno je preoblikovati vire, ki dejansko nimajo in ne oddajajo toploto brez drugih dejavnikov (na primer električna energija) ali plinski plamen, ki je neposreden v zahtevano ogrevanje. To je zato ker toplotna črpalka izkorišča nekaj toplotne energije iz okolja za tisti del, ki zagotavlja ogrevanje ter s tem povečuje učinkovitost procesa.

## Sklic
1. ↑  The Systems and Equipment volume of the ASHRAE Handbook, ASHRAE, Inc., Atlanta, GA, 2004